# Pylos-Nestoras
Pylos-Nestoras (gr. Δήμος Πύλου-Νέστορος, Dimos Pilu-Nestoros) – gmina w Grecji, w administracji zdecentralizowanej Peloponez, Grecja Zachodnia i Wyspy Jońskie, w regionie Peloponez, w jednostce regionalnej Mesenia. Siedzibą gminy jest Pylos. W 2011 roku liczyła 21 077 mieszkańców. Powstała 1 stycznia 2011 roku w wyniku połączenia dotychczasowych gmin: Koroni, Metoni, Papaflesas, Pylos, Nestoras i Chiliochoria.